# Callithomia callipero
Callithomia callipero är en fjärilsart som beskrevs av Bates 1863. Callithomia callipero ingår i släktet Callithomia och familjen praktfjärilar. Inga underarter finns listade i Catalogue of Life.